# Team 6
Das Team 6 (auch Special Team 6) war eine Spezialeinheit der Übergangsverwaltungsmission der Vereinten Nationen im Kosovo zur Verbrechensbekämpfung im Kosovo. Gegründet wurde sie 1999 und hatte ihren Sitz in Priština.
Das Team 6 bestand aus Mitgliedern von Spezialeinheiten verschiedenster Länder. Jeder der aufgenommen werden möchte, musste einen Schießtest und einen Lauf über 2 Kilometer mit voller Ausrüstung bestehen. Darüber hinaus ist ein Interview mit einem Teamleader und einem Mitglied vorgesehen.
Organisatorisch bestand das Special Team Six aus einem Kommandeur, der von zwei Teamleadern vertreten werden kann. Insgesamt gehören 22 Personen zur Einheit, wovon 10–14 Personen im Einsatz sind. Daneben war noch eine Person für technische Angelegenheiten vorgesehen, welche als einzige Person nicht in einer Spezialeinheit dienen muss.
Das Einsatzprofil beinhaltete Geiselbefreiung, Verhaftung von bewaffneten Personen oder Personen, die einen Bezug zum Drogenmilieu haben, Personenschutz und Begleitschutz. Daneben war eine Zusammenarbeit mit der kosovarischen Polizei vorgesehen.
Die Aufgaben der Einheit wurde nach 2008 von der EULEX IG übernommen.

## Mitglieder
- Deutschland: GSG 9 und SEK
- Österreich: EKO-Cobra
- Norwegen: Beredskapstroppen
- Schweden: Nationella insatsstyrkan und Piketen (Malmö und Gothenburg)
- Tschechien: Útvar rychlého nasazení
- Kanada: Toronto Police Service und Emergency Task Force
- Island: Víkingasveitin
- Slowenien: Specialna Enota Policije